# Никольское (Духовницкий район)
Никольское — село в Духовницком районе Саратовской области, в составе сельского поселения Брыковское муниципальное образование.
Население — 341 (2010).

## История
Основано в 1802 году русскими и мордовскими крестьянами-переселенцами. В 1830 году в Никольском была построена православная церковь
В Списке населённых мест Российской империи по сведениям за 1859 год упоминается как казённое село Никольское, расположенное на реке Стерихе на расстоянии 67 вёрст от уездного города. Село относилось к Николаевскому уезду Самарской губернии. В населённом пункте проживало 720 мужчин и 780 женщин.
После крестьянской реформы Никольское стало волостным селом Никольской волости. Согласно Списку населённых мест Самарской губернии по сведениям за 1889 год в селе насчитывалось 420 дворов, проживали 2720 жителей, русские и мордва православного и раскольнического вероисповедания. Земельный надел составлял 7858 десятин удобной и 246 десятин неудобной земли. В селе имелись церковь, земская школа, волостное правление, 6-й призывной участок, земская станция, работали 14 ветряных мельниц. Согласно переписи 1897 года в селе проживали 2737 жителей, из них православных - 2736.
Согласно Списку населённых мест Самарской губернии 1910 года в Никольском проживали 1466 мужчин и 1515 женщины (бывшие государственные крестьяне), имелись церковь, 2 земские и церковно-приходская школа, волотсное правление,
почтовое отделение, квартира урядника.
В 1926 году в Никольском насчитывалось 535 дворов, 1126 мужчин и 1330 женщин, работала начальная школа. На фронтах Великой Отечественной войны погибли почти 150 жителей Никольского и присоединённой к нему в послевоенные годы деревни Кисловки. В тот же период в Никольском размещалась центральная усадьба колхоза имени Чапаева. В 1971 году было открыто новое кирпичное одноэтажное здание школы.

## Физико-географическая характеристика
Село находится в Заволжье, на реке Стерех (Сухой Стерех), на высоте около 60 метров над уровнем моря. Почвы - чернозёмы южные.
Село расположено примерно в 29 км по прямой в восточном направлении от районного центра посёлка Духовницкое. По автомобильным дорогам расстояние до районного центра составляет 49 км, до областного центра города Саратов - 310 км.
Часовой пояс
Никольское, как и вся Саратовская область, находится в часовой зоне МСК+1. Смещение применяемого времени относительно UTC составляет +4:00.

## Население
Динамика численности населения по годам:
| Годы      | 1859 | 1889 | 1897 | 1910 | 1926 | 2002 |
| --------- | ---- | ---- | ---- | ---- | ---- | ---- |
| Население | 1500 | 2720 | 2737 | 2981 | 2456 | 447  |

| 2002 | 2010 |
| ---- | ---- |
| 447  | ↘341 |

Национальный состав
Согласно результатам переписи 2002 года русские составляли 94 % населения села.